# 볼프 칼러
볼프 칼러(독일어: Wolf Kahler, 1940년 4월 3일~)는 독일의 배우이다.

## 작품 목록

### 영화
- 다마스쿠스 커버 (2018년)
- 셜록 홈즈: 그림자 게임 (2011년) - 닥터 호프맨스탈 역
- 상하이 (2010년) - 게르만 콘설 역
- 카페의 소녀 (2005년)
- 브리짓 존스의 일기 - 열정과 애정 (2004년)
- 바탈리언 (2001년)
- 샬롯트 그레이 (2001년)
- 메트로폴리스 (2000년)
- 브리타닉 (2000년)
- 파이어라이트 (1997년)
- 로크 네스 (1995년)
- 남아있는 나날 (1993년)
- 사랑의 용기 (1992년)
- 저격자 (1988년)
- 특공대작전 3 - V2 미사일 저지 작전 (1987년)
- 동물원 (1985년)
- 특공대작전 2 - 재편성 부대 (1985년)
- 화가의 딸 (1984년)
- 비밀결사(영어판) (1983년)
- 로드 투 차이나 (1983년) - 본 헤스 역
- 악마의 성 (1983년)
- 파이어폭스 (1982년)
- 레이더스 (1981년) - 디트리히 역
- 라프 컷 (1980년)
- 바다의 늑대들 (1980년)
- 사라진 여인 (1979년)
- 나바론 요새 2 (1978년)
- 라스트 부르맨 (1977년)

### 텔레비전
- 무솔리니의 여인 (1985, Mussolini: The Untold Story)
- 전쟁과 추억 (1988-89)
- 밴드 오브 브라더스 (2001)

### 게임
- 컴퍼니 오브 히어로즈 2 - 독일국방군(동부전선군) 아나운서 역